# Лучки (Глусский район)
Лу́чки (бел. Лучкі) — деревня в составе Хвастовичского сельсовета Глусского района Могилёвской области Республики Беларусь.

## Население
- 1999 год — 37 человек
- 2009 год — 19 человек